# Bifigurer i Heroes
Detta är presentation av bifigurerna i den amerikanska TV-serien Heroes. För en fullständig lista över rolfigurer i Heroes se: Lista över rollfigurer i Heroes.

## Bifigurer

### Lyle Bennet
- Spelas av: Randall Bentley
- Första framträdande: Genesis

Claire Bennets yngre bror. Får vid ett tillfälle reda på Claires förmåga, men på faderns order tar The Haitian bort hans minne av detta.

### Sandra Bennet
- Spelas av: Ashley Crow
- Första framträdande: Genesis

### Bob Bishop
- Spelas av: Stephen Tobolowsky
- Första framträdande: Four Months Later...
- Förmåga: Alkemi

### Caitlin
- Spelas av: Katie Carr
- Första framträdande: Lizards

### The Haitian
- Spelas av: Jimmy Jean-Louis
- Första framträdande: One Giant Leap
- Krafter: Kan frånta en annan persons minnen och i vissa fall hindra andras krafter

Jobbar för Mr Bennet.

### Audrey Hanson
- Spelas av: Clea DuVall
- Första framträdande: Don't Look Back

FBI agent som jagar Sylar

### Daniel Linderman
- Spelas av: Malcolm McDowell

- Krafter: Kan hela andra

Mr. Linderman, som är chef för "The Company", visade sig ha helande krafter i mitten/slutet av säsong 1. Som ung försökte han hjälpa människor med sina krafter och sina vänner, men vännerna med speciella krafter fick maktbegär och lämnade Mr. Linderman. Han blev mördad av D.L. Hawkins i slutet av säsong 1.

### Eden McCain
- Spelas av: Nora Zehetner
- Första framträdande: Don't Look Back
- Krafter: Sinneskontroll.

Jobbar för Mr Bennet. Begår självmord.

### Brody Mitchum
- Spelas av: Matt Lanter
- Första framträdande: Don't Look Back

Klasskamrat till Claire Bennet

### Kaito Nakamura
- Spelas av: George Takei
- Första framträdande: The Fix

Far till Hiro Nakamura samt VD för Yamagato Industries. Var en av de tolv som grundade the Company.

### Janice Parkman
- Spelas av: Elizabeth Lackey
- Första framträdande: One Giant Leap

Gift med Matt Parkman

### Heidi Petrelli
- Spelas av: Rena Sofer
- Första framträdande: Nothing to Hide

Gift med Nathan Petrelli. Sitter i rullstol efter en bilolycka då Nathan körde.

### Claude Rains
- Spelas av: Christopher Eccleston
- Medverkan: Säsong 1, avsnitt 12-14 och 16-17
- Första framträdande: Godsend
- Förmåga: Osynlighet

Claude syns för första gången i avsnittet "Godsend" i en av Peter Petrellis framtidsdrömmar där han skrattar precis innan Peter exploderar. Senare i avsnittet absorberar Peter Claudes osynlighet och kan därmed se honom. Claude går till attack, då han är förvånad och arg över att han kan ses av någon. Men sedan hjälper han Peter att lära sig använda sin förmåga. Han arbetade tidigare på Primatech Paper tillsammans med Mr. Bennett, men han blev skjuten och de trodde han var död, något som han ville att de skulle fortsätta tro. Han hjälpte Peter och blev upptäckt. Peter räddade dock honom, men Claude blev arg och försvann.

### Ted Sprague
- Spelas av: Matthew John Armstrong
- Första framträdande: Nothing to Hide
- Krafter: Radioaktivitet

Ted Sprague har svårt att kontrollera sina krafter och han råkar döda sin hustru. När han får bättre kontroll över krafterna upptäcker han att han även kan skapa en elektromagnetisk puls. Han arresteras då de tror han är Sylar, men han lyckas ta sig ur fängelset. Han söker hämnd mot Företaget tillsammans med Matt Parkman och Noah Bennet och beger sig till New York. Sylar berättar för FBI var Ted befinner sig och han omhändertas. Senare attackerar Sylar den bil där Ted transporteras och skär upp hans skalle för att komma åt hans förmåga.

### Tina
- Spelas av: Deirdre Quinn
- Första framträdande: Genesis

Vän till Niki Sanders

### Molly Walker
- Spelas av: Adair Tishler
- Första framträdande: Don't Look Back
- Förmåga: Personslokalisering

### Jackie Wilcox
- Spelas av: Danielle Savre
- Första framträdande: Don't Look Back

Skolkamrat till Claire Bennet. Är en cheerleader och blir mördad av Sylar när han av misstag tror det är hon som besitter kraften att självhela. (Avsnitt "Homecoming"."

### Zach
- Spelas av: Thomas Dekker
- Första framträdande: Genesis

Kompis och klasskamrat till Claire Bennet. En av de få som känner till hennes kraft.

### Eden McCain
- Spelas av: Nora Zehetner
- Medverkan: Säsong 1, avsnitt 2-4, 6-11

- Förmåga: Övertalning, hon kan få andra att göra det hon vill.

Hon arbetade för Mr. Bennet. Hon försökte övertala Sylar att ta sitt liv, men han lyckas genom telekinesi att få tag i henne och ska just till att döda henne då hon istället skjuter sig själv för att han inte ska kunna överta hennes krafter.

## Mindre karaktärer

### Charlie Andrews
- Spelas av: Jayma Mays.
- Medverkan: Säsong 1:8-10, avsnitt 8-10.
- Krafter: Eidetik

Charlene "Charlie" Andrews var en servitris på Burnt Toast Diner i Midland, Texas, där Hiro Nakamura och Ando stannade för att äta på sin väg mot New York, New York. Hon mördas av Sylar strax efter att hon avslöjade för Hiro att hon har fotografiskt minne. Hiro bestämmer sig för att försöka förhindra hennes död genom att resa tillbaka en dag i tiden för att varna henne, men av misstag färdas han istället sex månader tillbaka till Charlies födelsedag den 24 april. Hiro anställs vid fiket och börjar utveckla starka känslor för Charlie. För att hindra att Sylar skall mörda henne försöker Hiro övertala henne att resa till Japan med henne, hon berättar då att hon har en blodpropp i hjärnan och är döende men att Hiro gör henne glad och att hon älskar honom. Precis när Hiro och Charlie närmar sig varnadra för att kyssas blir Hiro teleporterad tillbaka till nutiden och han förstår att han inte har makt att påverka händelser som redan inträffat och att han därför inte kan rädda henne.

### Charles Deveaux
- Spelas av: Richard Roundtree
- Medverkan: Säsong 1, avsnitt 1, 7.

Charles Deveaux var välbärgad far till Simone Deveaux. Han låg för döden i sitt hem och vårdades av Peter Petrelli. I en av Peters drömmar talar Charles med Peter om att ha förmågan att flyga. När Peter vaknar upp berättar Simone att Charles har avlidit. Hon berättade också att precis innan hennes far dog hade han berättat att han hade flugit med Peter som hade sagt att allt skulle bli bra och att det fanns hjältar som skulle rädda världen.

### Sanjog Iyer
- Spelas av: Javin Reid

- Krafter: Kan i drömmar hjälpa folk att hitta svar på frågor

### Hal Sanders
Far till Niki & Jessica Sanders

### Chandra Suresh
- Spelas av: Erick Avari

Far till Mohinder och Shanti Suresh, är professor och letar efter personer med speciella förmågor. Han träffar på Sylar och blir sedan mördad av denne.

### Hana Gitelman
- Spelas av: Stana Katic
- Medverkan: Säsong 1, avsnitt 16 och 20.
- Krafter: förmågan att "kommunicera digitalt", d.v.s. kan läsa av alla typer av SMS, e-postmeddelanden och dokument. Hon kan även skicka meddelanden till vilken dator som helst, en förmåga hon använder för att kontakta Ted Sprague under säsong 1.